# Herb Żabna
Herb Żabna – jeden z symboli miasta Żabno i gminy Żabno w postaci herbu.

## Wygląd i symbolika
Herb przedstawia w polu błękitnym srebrny topór ze złotą rękojeścią w pas, pod nim złoty półksiężyc i takąż sześciopromienną gwiazdę.
Księżyc i gwiazda odnoszą się do założycieli i posiadaczy miasta, Melsztyńskich herbu Leliwa.

## Historia
Herb był używany przez miasto od XVI wieku. W lipcu 2006 herb został poprawiony przez Włodzimierza Chorązkiego.